# Puchar CEV siatkarek (2008/2009)
Puchar CEV siatkarek 2008/2009 – 2. sezon turnieju rozgrywanego od 2007 roku, organizowanego przez Europejską Konfederację Piłki Siatkowej (CEV) w ramach europejskich pucharów dla żeńskich klubowych zespołów siatkarskich "starego kontynentu".

## Drużyny uczestniczące
- Asystel Novara
- Sparkasse Klagenfurt
- CS Știința Bacău
- Slávia UK Bratysława
- Crvena zvezda Belgrad
- Doprastav Bratysława
- Dyo Karsiyaka Izmir
- Sport Sliedrecht
- Rocheville Le Cannet
- Urałoczka NTMK Jekaterynburg
- Azerrail Baku
- Longa 59 Lichtenvoorde
- Aluprof Bielska-Biała
- Panathinaikos Ateny
- Dinamo Azotara Pancevo
- Kruh Czerkasy
- Datovoc Tongeren
- Fenerbahçe SK
- CS Madeira
- Atlant Baranowicze
- CV Albacete
- Spartak Omsk
- Zeiler Köniz
- Dinamo Bukareszt
- Asterix Kieldrecht
- Rote Raben Vilsbiburg
- Dżinestra Odessa
- USSP Albi
- Clube Desportivo Ribeirense
- Pivovara Osijek
- VC Kanti Schaffhausen
- Banka Pula Otp

## Rozgrywki

### 1/16 finału
| Data       | Drużyna 1                   | Wynik | Drużyna 2                    | Sety                              |
| ---------- | --------------------------- | ----- | ---------------------------- | --------------------------------- |
| 05.11.2008 | Asystel Novara              | 3:0   | Sparkasse Klagenfurt         | 25:17, 25:11, 25:21               |
| 12.11.2008 | Asystel Novara              | 3:0   | Sparkasse Klagenfurt         | 25:20, 25:17, 25:12               |
| 05.11.2008 | CS Știința Bacău            | 3:0   | Slávia UK Bratysława         | 25:20, 25:23, 25:23               |
| 12.11.2008 | CS Știința Bacău            | 3:0   | Slávia UK Bratysława         | 25:19, 25:21, 27:25               |
| 05.11.2008 | Crvena zvezda Belgrad       | 3:0   | Doprastav Bratysława         | 25:22, 25:21, 25:20               |
| 13.11.2008 | Crvena zvezda Belgrad       | 3:0   | Doprastav Bratysława         | 25:20, 25:18, 25:19               |
| 05.11.2008 | Dyo Karsiyaka Izmir         | 1:3   | Sport Sliedrecht             | 17:25, 25:18, 19:25, 15:25        |
| 12.11.2008 | Dyo Karsiyaka Izmir         | 0:3   | Sport Sliedrecht             | 12:25, 15:25, 18:25               |
| 05.11.2008 | Rocheville Le Cannet        | 3:1   | Urałoczka NTMK Jekaterynburg | 25:20, 23:25, 25:21, 25:20        |
| 13.11.2008 | Rocheville Le Cannet        | 0:3   | Urałoczka NTMK Jekaterynburg | 16:25, 18:25, 19:25               |
| 04.11.2008 | Azerrail Baku               | 2:3   | Longa 59 Lichtenvoorde       | 22:25, 25:23, 25:15, 16:25, 15:17 |
| 13.11.2008 | Azerrail Baku               | 2:3   | Longa 59 Lichtenvoorde       | 25:22, 25:19, 17:25, 25:27, 13:15 |
| 04.11.2008 | Aluprof Bielska-Biała       | 3:1   | Panathinaikos Ateny          | 25:21, 24:26, 25:19, 25:15        |
| 11.11.2008 | Aluprof Bielska-Biała       | 3:0   | Panathinaikos Ateny          | 25:17, 25:13, 25:14               |
| 05.11.2008 | Dinamo Azotara Pancevo      | 3:0   | Kruh Czerkasy                | 25:22, 25:19, 25:16               |
| 12.11.2008 | Dinamo Azotara Pancevo      | 0:3   | Kruh Czerkasy                | 21:25, 24:26, 20:25, (15:13)      |
| 05.11.2008 | Datovoc Tongeren            | 0:3   | Fenerbahçe SK                | 18:25, 18:25, 10:25               |
| 12.11.2008 | Datovoc Tongeren            | 0:3   | Fenerbahçe SK                | 20:25, 15:25, 14:25               |
| 06.11.2008 | CS Madeira                  | 2:3   | Atlant Baranowicze           | 31:29, 25:21, 15:25, 12:25, 9:15  |
| 13.11.2008 | CS Madeira                  | 2:3   | Atlant Baranowicze           | 25:21, 25:22, 12:25, 14:25, 10:15 |
| 05.11.2008 | CV Albacete                 | 0:3   | Spartak Omsk                 | 23:25, 23:25, 21:25               |
| 13.11.2008 | CV Albacete                 | 0:3   | Spartak Omsk                 | 20:25, 13:25, 14:25               |
| 05.11.2008 | Zeiler Köniz                | 3:1   | Dinamo Bukareszt             | 25:17, 15:25, 25:17, 25:14        |
| 12.11.2008 | Zeiler Köniz                | 3:2   | Dinamo Bukareszt             | 19:25, 22:25, 25:17, 25:18, 15:11 |
| 06.11.2008 | Asterix Kieldrecht          | 0:3   | Rote Raben Vilsbiburg        | 20:25, 9:25, 24:26                |
| 11.11.2008 | Asterix Kieldrecht          | 1:3   | Rote Raben Vilsbiburg        | 17:25, 7:25, 25:21, 16:25         |
| 04.11.2008 | Dżinestra Odessa            | 3:1   | USSP Albi                    | 25:12, 23:25, 25:13, 25:20        |
| 12.11.2008 | Dżinestra Odessa            | 3:0   | USSP Albi                    | 25:22, 26:24, 25:15               |
| 05.11.2008 | Clube Desportivo Ribeirense | 3:0   | Pivovara Osijek              | 25:9, 25:17, 25:15                |
| 12.11.2008 | Clube Desportivo Ribeirense | 2:3   | Pivovara Osijek              | 28:26, 25:22, 29:31, 19:25, 13:15 |
| 05.11.2008 | Kanti Schaffhausen          | 3:0   | Banka Pula Otp               | 25:17, 25:17, 25:14               |
| 12.11.2008 | Kanti Schaffhausen          | 3:0   | Banka Pula Otp               | 25:14, 25:19, 25:13               |

### 1/8 finału
| Data       | Drużyna 1              | Wynik | Drużyna 2                    | Sety                              |
| ---------- | ---------------------- | ----- | ---------------------------- | --------------------------------- |
| 10.12.2008 | Asystel Novara         | 3:0   | CS Știința Bacău             | 25:20, 25:17, 25:22               |
| 18.12.2008 | Asystel Novara         | 3:0   | CS Știința Bacău             | 25:18, 25:11, 26:24               |
| 11.12.2008 | Crvena zvezda Belgrad  | 3:0   | Sport Sliedrecht             | 25:19, 25:16, 25:17               |
| 17.12.2008 | Crvena zvezda Belgrad  | 1:3   | Sport Sliedrecht             | 21:25, 25:15, 18:25, 20:25        |
| 11.12.2008 | Longa 59 Lichtenvoorde | 0:3   | Urałoczka NTMK Jekaterynburg | 20:25, 17:25, 11:25               |
| 16.12.2008 | Longa 59 Lichtenvoorde | 0:3   | Urałoczka NTMK Jekaterynburg | 15:25, 15:25, 20:25               |
| 09.12.2008 | Aluprof Bielska-Biała  | 3:0   | Dinamo Azotara Pancevo       | 25:17, 27:25, 25:13               |
| 17.12.2008 | Aluprof Bielska-Biała  | 3:0   | Dinamo Azotara Pancevo       | 25:17, 25:20, 25:14               |
| 10.12.2008 | Atlant Baranowicze     | 1:3   | Fenerbahçe SK                | 21:25, 18:25, 25:23, 17:25        |
| 18.12.2008 | Atlant Baranowicze     | 1:3   | Fenerbahçe SK                | 16:25, 25:21, 13:25, 19:25        |
| 09.12.2008 | Spartak Omsk           | 3:0   | Zeiler Köniz                 | 25:19, 25:19, 25:18               |
| 17.12.2008 | Spartak Omsk           | 3:0   | Zeiler Köniz                 | 25:18, 25:22, 25:20               |
| 10.12.2008 | Rote Raben Vilsbiburg  | 3:0   | Dżinestra Odessa             | 25:21, 25:15, 25:15               |
| 17.12.2008 | Rote Raben Vilsbiburg  | 2:3   | Dżinestra Odessa             | 25:20, 25:20, 23:25, 24:26, 10:15 |
| 10.12.2008 | Kanti Schaffhausen     | 2:3   | Clube Desportivo Ribeirense  | 22:25, 25:18, 25:12, 24:26, 13:15 |
| 16.12.2008 | Kanti Schaffhausen     | 3:0   | Clube Desportivo Ribeirense  | 25:22, 25:17, 26:24               |

### Ćwierćfinał
| Data       | Drużyna 1             | Wynik | Drużyna 2                    | Sety                              |
| ---------- | --------------------- | ----- | ---------------------------- | --------------------------------- |
| 14.01.2009 | Asystel Novara        | 3:1   | Crvena zvezda Belgrad        | 25:17, 27:29, 25:21, 25:15        |
| 21.01.2009 | Asystel Novara        | 3:0   | Crvena zvezda Belgrad        | 25:23, 25:18, 25:22               |
| 13.01.2009 | Aluprof Bielska-Biała | 0:3   | Urałoczka NTMK Jekaterynburg | 15:25, 19:25, 29:31               |
| 21.01.2009 | Aluprof Bielska-Biała | 0:3   | Urałoczka NTMK Jekaterynburg | 25:27, 23:25, 15:25               |
| 14.01.2009 | Spartak Omsk          | 3:1   | Fenerbahçe SK                | 17:25, 25:21, 25:16, 25:21        |
| 21.01.2009 | Spartak Omsk          | 0:3   | Fenerbahçe SK                | 23:25, 13:25, 6:25                |
| 14.01.2009 | Kanti Schaffhausen    | 3:2   | Rote Raben Vilsbiburg        | 23:25, 25:23, 19:25, 25:22, 16:14 |
| 20.01.2009 | Kanti Schaffhausen    | 0:3   | Rote Raben Vilsbiburg        | 17:25, 16:25, 21:25               |

### Turniej finałowy
Novara

#### Półfinał
| Data       | Drużyna 1                    | Wynik | Drużyna 2             | Sety                             |
| ---------- | ---------------------------- | ----- | --------------------- | -------------------------------- |
| 14.03.2009 | Asystel Novara               | 3:0   | Fenerbahçe SK         | 25:18, 25:22, 25:22              |
| 14.03.2009 | Urałoczka NTMK Jekaterynburg | 3:2   | Rote Raben Vilsbiburg | 25:19, 26:24, 25:27, 15:25, 15:8 |

#### Mecz o 3. miejsce
| Data       | Drużyna 1     | Wynik | Drużyna 2             | Sety                       |
| ---------- | ------------- | ----- | --------------------- | -------------------------- |
| 15.03.2009 | Fenerbahçe SK | 3:1   | Rote Raben Vilsbiburg | 25:23, 25:19, 23:25, 25:13 |

#### Finał
| Data       | Drużyna 1      | Wynik | Drużyna 2                    | Sety                |
| ---------- | -------------- | ----- | ---------------------------- | ------------------- |
| 15.03.2009 | Asystel Novara | 3:0   | Urałoczka NTMK Jekaterynburg | 25:18, 25:21, 25:13 |

## Klasyfikacja końcowa
| Miejsce | Drużyna                      |
| ------- | ---------------------------- |
| złoto   | Asystel Novara               |
| srebro  | Urałoczka NTMK Jekaterynburg |
| brąz    | Fenerbahçe SK                |
| 4.      | Rote Raben Vilsbiburg        |